# Old Trafford
Old Trafford ligger i bydelen Trafford i Manchester og har været Manchester Uniteds hjemmebane siden 1910. Stadionet blev bombet i 1941, hvilket tvang klubben til midlertidigt at dele hjemmebane med Manchester City F.C. på Maine Road indtil genopbygningen var afsluttet i 1949.
Indtil det nye Wembley Stadium blev færdigbygget var Old Trafford den der havde størst kapacitet i England med 74.197 tilskuere. efter udvidelsen til sæsonen 2006-07.
Stadionet har været vært for flere FA Cup semifinaler og der har også været spillet landskampe når Wembley har været under ombygning. Det husede også kampe under VM i fodbold 1966 og UEFA Champions League-finalen i 2003. I forbindelse med at London afholdte Sommer-OL 2012 vil Old Trafford også blive brugt til indledende kampe i både kvindernes og mændenes fodboldturnering.
Under den nordlige tribune på Old Trafford findes et museum om Manchester United.

## Historie
Manchester United flyttede i 1910 fra deres gamle hjemmebane, Bank Street til Old Trafford. Grunden, hvor det nye stadion blev opført, var købt af ejeren af Manchester Bryggeri, John Henry Davies. Samme Davies betalte selv for opførelsen af stadion som blev gjort under ledelse af den skotske arkitekt Archibald Leitch, som desuden havde designet Hampden Park, Ibrox og White Hart Lane. Stadionets sydlige tribune bestod af overdækkede siddepladser mens de tre resterende tribuner alle bestod af ståpladser. Opførelsen af stadion stod på i to år fra 1908 til 1910 og Manchester United spillede deres første kamp på stadion den 19. februar 1910 mod Liverpool. Kampen endte 4-3 til Liverpool og blev set af 80.000 tilskuere (hvilket var den maksimale kapacitet på det tidspunkt). 
Den 11. marts 1944 blev Old Trafford bombet af det tyske luftvåben i forbindelse med 2. verdenskrig. Angrebet ødelagde hovedtribunen, omklædningsrum og kontorer. Manchester United spillede deres hjemmekampe på Maine Road i perioden 1946-1949 mens Old Trafford blev genopbygget. Stadionet genåbnede i 1949.

### Kapacitet
Udviklingen af Old Traffords kapacitet fra 1910 til i dag (fastsat på baggrund af højeste tilskuerantal i den givne periode):
| År        | Kapacitet |
| --------- | --------- |
| 1910-1939 | 80.000    |
| 1945-1960 | 67.000    |
| 1960-1974 | 65.000    |
| 1975-1980 | 60.000    |
| 1980-1988 | 55.000    |
| 1988-1990 | 48.000    |
| 1990-1994 | 45.000    |
| 1994-1996 | 43.000    |
| 1996-1999 | 55.000    |
| 2000-2001 | 61.000    |
| 2001-2005 | 68.000    |
| 2006-     | 74.197    |

### Museum
Manchester Uniteds museum er placeret under nordtribunen på Old Trafford. Museet stammer fra 1986 og var oprindeligt placeret i det sydøstlige hjørne af Old Trafford. Man valgte dog at udvide og flytte museet til dets nuværende placering, hvor det åbnede den 11. april 1998, indviet af den tidligere fodboldspiller Pelé. Museet strækker sig i sin nuværende form over tre etager og har hvert år ca. 200.000 besøgende.

### Opvisningskamp 2007
14. marts 2007 blev der spillet opvisningskamp på stadionet i anledning af at det er 50 år siden at EU blev stiftet. Desuden spillede Manchester United deres første internationale kamp for 50 år siden.
Kampen stod mellem Manchester United og et udvalgt europæisk hold med de største stjerner i dag.

#### Det udvalgte hold
(Holdene, som er nævnt ud for spillernes/trænerens navne, er de klubber, som de enkelte spillere og træner spillede for på det tidspunkt kampen blev afviklet.)
Målmænd: Oliver Kahn (Bayern München), Gregory Coupet (Lyon), Iker Casillas (Real Madrid).
Forsvarere: Lilian Thuram (Barcelona), Marco Materazzi (Inter), Jamie Carragher, (Liverpool), Paolo Maldini (Milan), Carles Puyol (Barcelona), Gianluca Zambrotta (Barcelona), Fabio Grosso (Inter), Eric Abidal (Lyon).
Midtbanespilere: Steven Gerrard (Liverpool), Florent Malouda (Lyon), Juninho (Lyon), Andrea Pirlo (Milan), Gennaro Gattuso (Milan).
Angribere: Henrik Larsson (Helsingborg), Mancini (Roma), Zlatan Ibrahimovic (Inter), Ronaldo (Milan).
Træner: Marcello Lippi (Italien).